# Ženski prostor
Ženski prostor je udruženje građanki koje postoji od 1997. godine, zvanično registrovano 1998. u Nišu.
Osnivačice su mlade aktivistkinje različitih ženskih grupa na teritoriji grada Niša koje su prepoznale potrebu da se po prvi put u gradu osnažuju i organizuju žene iz marginalizovanih društvenih grupa. Na početku su okupile romske studentkinje i studente, žene iz romskih mahala, žene raseljene i izbegle tokom ratova u bivšoj Jugoslaviji, osobe drugačije seksualne orijentacije od heteroseksualne, kao i samohrane majke, u cilju podsticanja samoorganizovanja i širenja aktivizma.

## Oblast delovanja
Tokom rada Ženski prostor posvećuje najviše pažnje Romkinjama, kako onima koje žive u romskim naseljima, tako i onima koje su integrisane, ali se suočavaju sa diskriminacijom na osnovu svog porekla. Oblasti u kojima su radile su: feministička i antifašistička edukacija, opismenjavanje i doškolovavanje, ekonomsko osnaživanje, politička participacija, lobiranje i zagovaranje sistemskih rešenja, jačanje ženskih inicijativa i organizacija, rad sa medijima i javnošču na ukidanju stereotipa i predrasuda, kultura i umetnost.
Organizacija je takođe aktivna i na nacionalnom nivou i na internacionalnim aktivnostima i mrežama.
Neke od organizacija koje ih podržavaju su: Rekonstrukcija Ženski fond, Fond za otvoreno društvo Srbija, Roza Luksemburg Fondacija, Poverenik za zaštitu ravnopravnosti Republike Srbije, Delegacija Evropske Unije u Republici Srbiji...

## Projekti na kojima rade
Najznačajniji projekti koje Ženski prostor samostalno ili u saradnji sa svojim sestrinskim organizacijama realizuje su:
- Feministička letnja škola
- FemiNiš - festival ženskog aktivizma i umetnosti
- kampanja Mesec romsko-ženskog aktivizma
- dokumentovanje slučajeva kršenja ljudskih prava Romkinja
- pisanje alternativnih izveštaja o stanju ljudskih prava Romkinja u Srbiji[4]

## Članstvo i mreže
Ženski prostor je jedna od organizacija osnivačica i članica Romske ženske Mreže Srbije koja broji 25 romskih ženskih organizacija i inicijativa na teritoriji cele Srbije.
Osnivačica je i članica Mreže za Evropski ženski lobi koja je deo Evropskog ženskog lobija.
Ženski prostor je i deo Mreže Žena u Crnom, koja se zalaže za mirovnu politiku i suočavanje s prošlošću.
Članice su Antifašističkog kolektiva koji čine organizacije sa teritorije grada Niša posvećene očuvanju antifašističkih tekovina i vrednosti, kao i borbi protiv desnog ekstremizma.
Članice su programa Žene to mogu, koja se tokom godina zalagala za osnaživanje žena iz političkih partija, sindikata, medija i nevladinih organizacija.